# Deutsches Haus (Theben)

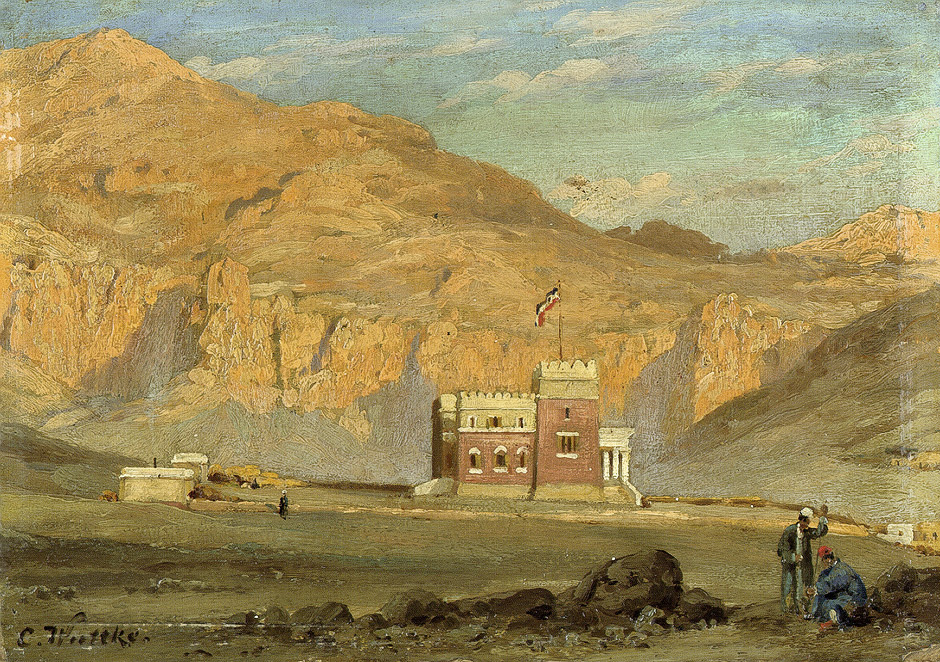
Das Deutsche Haus in Theben, Gemälde von Carl Wuttke, ca. 1908/1909

Das Deutsche Haus ist ein Grabungshaus des Deutschen Archäologischen Instituts Kairo im ägyptischen Theben. Sein ältester Vorgängerbau war im Jahr 1904 von dem deutschen Ägyptologen und Architekten Ludwig Borchardt errichtet worden. Es gilt damit als eines der ältesten Gebäude seiner Art in der deutschen Archäologie.

## Geschichte
Ludwig Borchardt, „Wissenschaftlicher Sachverständiger beim Kaiserlichen Generalkonsulat für Ägypten“, ließ das zweistöckige Gebäude inmitten ausgedehnter pharaonischer Friedhöfe und in unmittelbarer Nähe des Tals der Könige auf der Westseite Thebens als komfortable Unterkunft für bis zu zehn Personen errichten. Am 24. Dezember 1904 wurde es von einer kleinen Gruppe von Ägyptologen und Archäologen eingeweiht. In den ersten zehn Jahren diente es auch Mitarbeitern internationaler Forschungseinrichtungen und Künstlern als Gästehaus. Mit dem Ausgrabungsprojekt des Ägyptischen Museums Berlin in Deir el-Medineh und in der Ebene südlich des Dorfes Schech Abd el-Qurna (das „südliche Asasif“) wurde das Deutsche Haus zu einem regulären Grabungshaus des 1907 gegründeten Kaiserlich Deutschen Instituts für Ägyptische Altertumskunde. Der Erste Weltkrieg führte dazu, dass Heeresbehörden der britischen Kolonialmacht das Deutsche Haus im Jahr 1915 abreißen ließen.
Nach Plänen von Borchardt wurde es im Jahr 1925 wieder aufgebaut, wie beim ersten Gebäude aus einer Mischung öffentlicher und privater Geldmittel. Im Jahr 1939 kam es durch den Beginn des Zweiten Weltkriegs zum Abbruch der diplomatischen Beziehungen. Das Deutsche Haus wurde besetzt und geschlossen. Erst 1958 wurde es an die Bundesrepublik Deutschland zurückgegeben. Im Jahr 1961 erfolgte mit Mitteln der deutschen Bundesregierung eine Restaurierung. Sodann begannen neue Grabungsprojekte, etwa 1963 die Grabungen im Asasif, ab 1969/1970 die Arbeiten im Friedhof von el-Tarif im Tempel Sethos’ I. sowie die Unternehmung „Thebanische Beamtengräber“.

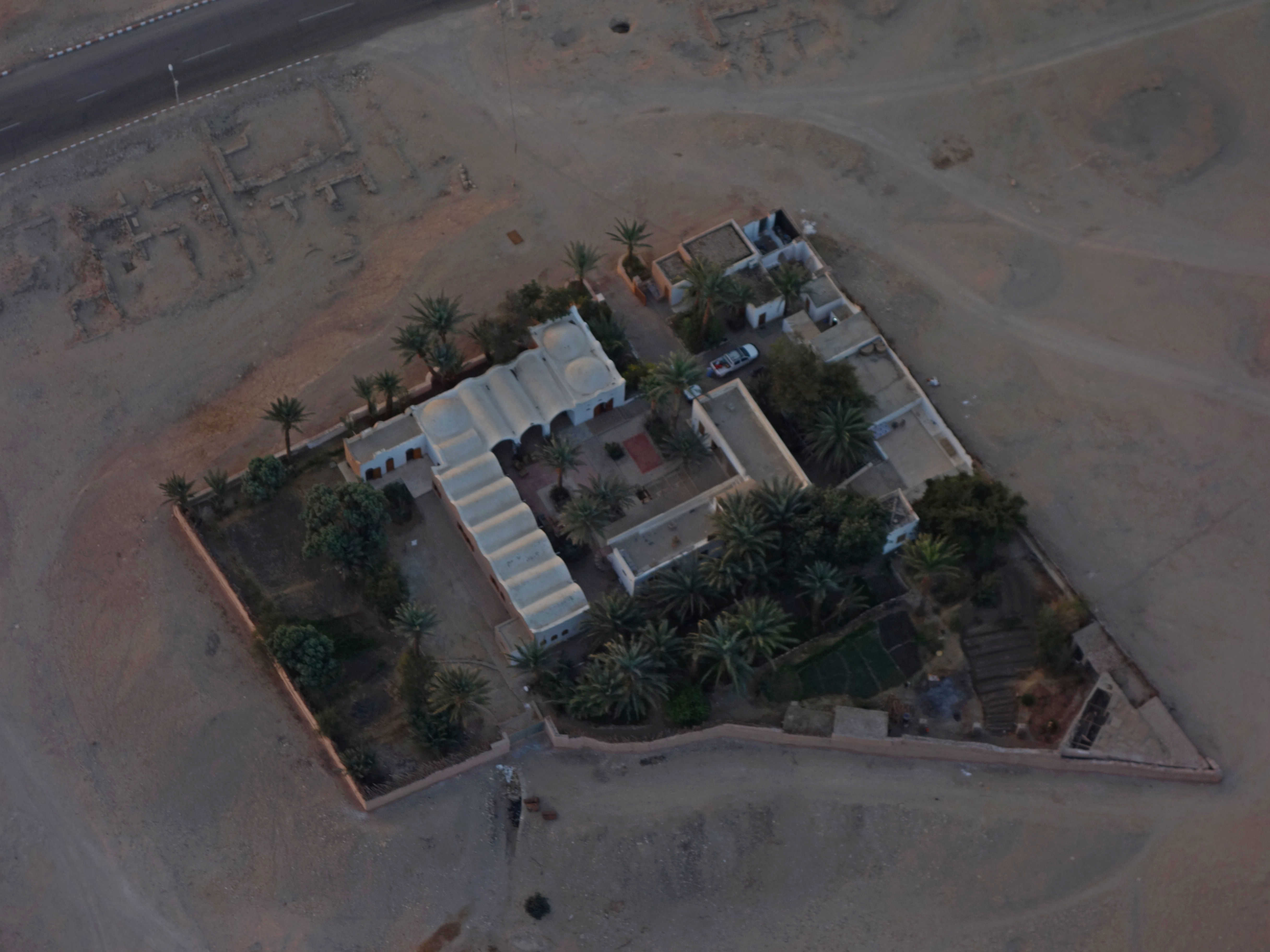
Aktueller Gebäudekomplex, Luftbild, 2017

Im Laufe der Jahre war das Gebäude substanziell so angegriffen, dass der Entschluss gefasst wurde, es im Jahr 1983 abzureißen. Im November 1984 wurde ein Neubau in Betrieb genommen, der aus zwei um einen Innenhof angeordneten Gebäuden besteht. Diese Anlage wurde 2013 aus Kulturerhaltungsmitteln des Auswärtigen Amts restauriert. Nach wie vor fühlt sich das Deutsche Haus internationalem Geist verpflichtet und steht wissenschaftlichen Gästen aus aller Welt offen. 
Außer dem Deutschen Haus existieren in Luxor mehrere weitere von ausländischen Institutionen errichtete Grabungshäuser, darunter das 1912 erbaute „Metropolitan House“ (heute auch als „Polnisches Haus“ bekannt) oder das seit 2009 als Museum zugängliche „Carter House“ des britischen Ägyptologen Howard Carter von 1910.